# Eupithecia stagira
Eupithecia stagira är en fjärilsart som beskrevs av Claude Herbulot 1987. Eupithecia stagira ingår i släktet Eupithecia och familjen mätare. Inga underarter finns listade i Catalogue of Life.